# Pinkers Flinkläufer
Pinkers Flinkläufer (Trechus pinkeri) ist ein flugunfähiger Käfer aus der Familie der Laufkäfer (Carabidae). Er ist zu Ehren des österreichischen Entomologen Rudolf Pinker (1847–1934) benannt.

## Beschreibung
Pinkers Flinkläufer ist 3,5–3,8 mm langer hell- oder gelbbrauner Käfer, ohne deutlichen irisierenden Schein. Sein Halsschild ist zur Basis stark verengt, die Hinterecken scharf spitzwinklig. Kopf und Halsschild sind matt. Die Flügeldecken sind oberseits gewölbt und elliptisch oder eiförmig. Die Mikroskulptur der Flügeldecken ist quermaschig, was bei 100-facher Vergrößerung erkennbar ist. Die Augen sind sehr klein und haben einen viel kürzeren Längsdurchmesser als die Schläfenlänge von den Augen zur Halsabschnürung.

## Lebensweise
Die Lebensweise von Pinkers Flinkläufer ist kaum untersucht. Ausgewachsene Käfer werden zwischen April und September, aber am häufigsten im Hochsommer beobachtet. Im Herbst werden immature, unvollständig ausgehärtete Individuen gefunden, was darauf hindeutet, dass die Larve sich im Sommer entwickelt und dann als Käfer überwintert.

## Lebensraum
Pinkers Flinkläufer liebt feuchte Lebensräume (hygrophil). Er kommt in unterschiedlichen alpinen Lebensräumen vor. Vorkommensschwerpunkte liegen in Buchenwäldern und Fichten-Tannen-Buchenwäldern, wo feuchte Buchenstreulagen besiedelt werden, in streureichen Latschen-, in hochmontanen bis subalpinen Grünerlengebüschen und in alpinen Feuchtlebensräumen wie Schneetälchen, Schneeböden, Block- und Schutthalden, wo der Käfer unter humos eingebetteten Steinen lebt.

## Verbreitung
Der Käfer hat keine Flügel und hohe Feuchtigkeitsbedürfnisse und ist deshalb nur beschränkt ausbreitungsfähig. Er ist deshalb ein Subendemit der Nordalpen, der in 900 bis 2200 Metern Höhe vorkommt. Das höchste bekannte Vorkommen liegt am Großen Buchstein in den Gesäusebergen in 2210 Metern Höhe. Sein Verbreitungsgebiet reicht von den Ennstaler Alpen bis zum Untersberg in den Berchtesgadener Alpen. Zwischen diesen Gebirgen gibt es große Bereiche wie das Dachsteinmassiv und das Tennengebirge, in denen der Käfer nicht vorkommt. Andererseits gibt es aber auch weit in die Voralpen reichende, isolierte Reliktpopulationen wie zum Beispiel am Schoberstein südwestlich von Steyr.